# David Hope (baron Hope de Craighead)
Pour les articles homonymes, voir David Hope.
James Arthur David Hope (né le 27 juin 1938) est un juge écossais à la retraite qui est le premier vice-président de la Cour suprême du Royaume-Uni de 2009 jusqu'à sa retraite en 2013, après avoir été le deuxième Lord of Appeal in Ordinary. Il est commissaire des pairs de Crossbencher à la Chambre des lords de 2015 à 2019 .

## Jeunesse
Descendant de Charles Hope, Lord Granton, Lord Président de la Court of Session de 1811 à 1841 par son troisième fils, David Hope est né le 27 juin 1938, fils de l'avocat d’Édimbourg Arthur Henry Cecil Hope et Muriel Ann Neilson Hope (née Collie)  et fait ses études à l'Académie d'Édimbourg et à Rugby School. Il termine le service national en tant qu'officier avec les Seaforth Highlanders, entre 1957 et 1959, où il atteint le grade de lieutenant. En 1959, il commence ses études en tant que Open Scholar au St John's College de Cambridge où il étudie les classiques. Il obtient un BA en 1962. Il retourne ensuite en Écosse et étudie à la Faculté de droit de l'Université d'Édimbourg, où il obtient son diplôme de LL.B en 1965.
En 1966, Hope épouse Katharine Mary Kerr, fille de l'avocat Mark Kerr WS, avec qui il a des jumeaux et une fille .

## Carrière juridique
Il est admis comme avocat en 1965 et devient Conseiller de la reine en 1978. Il est avocat junior permanent en Écosse auprès du Board of the Inland Revenue de 1974 à 1978, et avocat adjoint de 1978 à 1982, poursuivant des affaires au nom de la Couronne. Entre 1985 et 1986, il est président du Medical Appeal Tribunal et du Pensions Appeal Tribunal, et de 1986 à 1989, il est doyen de la Faculty of Advocates.
En 1989, Hope devient sénateur du College of Justice, prenant le titre de juge, Lord Hope, et est nommé directement aux postes de Lord President of the Court of Session et Lord Justice General, le plus haut juge d'Écosse. Il est nommé conseiller privé à cette époque et est fait pair à vie dans les honneurs du Nouvel An 1995, avec le titre de baron Hope de Craighead, de Bamff dans le district de Perth et Kinross le 28 février 1995. En 1996, il devient Lord of Appeal in Ordinary, et est remplacé par Alan Rodger. Le 21 avril 2009, il est nommé Second Senior Law Lord, succédant à Lennie Hoffmann. Le 1er octobre 2009, Hope devient l'un des premiers juges de la Cour suprême du Royaume-Uni et son premier vice-président. Il prend sa retraite de ce poste le 26 juin 2013.
En novembre 2014, il est nommé Lord High Commissioner à l'Assemblée générale de l'Église d'Écosse pour 2015 .
À partir de 2017, les journaux de Lord Hope sont publiés en cinq volumes par Avizandum Publishing. Les travaux relatent sa vie et ses expériences, de l'avocat principal à sa retraite de la Cour suprême. 
Il devient Chancelier de l'Université de Strathclyde en 1998 et est nommé Fellow en 2000. Il démissionne de son poste de chancelier en octobre 2013. Il reçoit un Doctorat en droit honorifique par l'Université en 1993, et par l'Université d'Aberdeen en 1991 et l'Université d'Édimbourg en 1995. En 2007, il reçoit le prix David Kelbie de l'Institute of Contemporary Scotland. Il est auparavant professeur honoraire de droit à l'Université d'Aberdeen et membre honoraire de l'Association du Barreau canadien (1987) et de la Society of Legal Scholars (1991), membre honoraire de l'American College of Trial Lawyers (2000 ), et conseiller honoraire de Gray's Inn (1989) et de l'Inn of Court of Northern Ireland (1995). Il est également, à partir de 2008, président d'honneur de la Edinburgh Student Law Review.
Le 30 novembre 2009, le jour de la Saint-André, Lord Hope est nommé à l'Ordre du chardon par la reine Élisabeth II, la plus haute distinction d'Écosse.